# Râul Valea Viilor
Râul Valea Viilor este un curs de apă afluent al râului Slatina.

## Hărți
- Harta interactivă a județului Arad